# Bellarmino Bagatti
Bellarmino Bagatti, OFM (ur. 11 listopada 1905 w Pizie we Włoszech, zm. 7 października 1990 w Jerozolimie) – włoski  archeolog franciszkanin.

## Biografia
Doktoryzował się w Papieskim Instytucie Archeologii Chrześcijańskiej w Rzymie w 1934 roku. Od 1935 roku związał się ze Studium Biblicum Franciscanum w Jerozolimie. Współtworzył biblijno-archeologiczne periodyki, które ukazują się do dziś: SBF Collectio Maior (od 1941) oraz SBF Liber Annuus (od 1951).
Miejsca, w których prowadził prace archeologiczne: cmentarz Commodilli w Rzymie (1933–1934), Góra Błogosławieństw (1936), sanktuarium Nawiedzenia w En Kerem (1938), Emaus Qubeibeh (1940–1944), bazylika Narodzenia w Betlejem (1948), sanktuarium Dominus Flevit na stokach Góry Oliwnej w Jerozolimie (1953–1955), Nazaret (1954–1971), Góra Karmel (1960–1961), Góra Nebo (1935), Khirbet el-Mukhayyat (w różnych latach).
Był cenionym przewodnikiem po Ziemi Świętej. Jego opracowania dotyczące judeochrześcijan i apokryfów doczekały się licznych tłumaczeń. Pochowany na cmentarzu zakonnym na Syjonie w Jerozolimie.